# Шибеник (футбольний клуб)
Хорватський Футбольний клуб «Шибеник» (хорв. Hrvatski nogometni klub Šibenik) — хорватський футбольний клуб з міста Шибеник, на хорватському узбережжі.

## Досягнення
- Фіналіст Кубка Хорватії: 2009/10, 2022/23